# De Nieuwe Wereld
De Nieuwe Wereld (Brasil: Um Novo Mundo ) é um telefilme neerlandês de 2013 estrelado por Bianca Krijgsman e dirigido por Jaap van Heusden com roteiro de Rogier de Blok e Jaap van Heusden para a NTR Television.

## Enredo
Mirte (Bianca Krijgsman) é uma auxiliar de limpeza no centro de aplicação dos requerentes de asilo no aeroporto de Schiphol. Um encontro casual entre um ela e o refugiado Africano Luc (Isaka Sawadogo) leva a um relacionamento inesperado.

## Elenco
- Mimoun Oaissa ... Advogado de acusação (como Mimoun Oaïssa)
- Isaka Sawadogo ... Luc
- Teun Stokkel ...	Adri
- Bianca Krijgsman ... Mirte
- Ali Ben Horsting ... Johan
- Tjebbo Gerritsma ... Sjors
- Ali Cifteci ... penhorista
- Janni Goslinga ... Fien
- Eelco Smits ... Governador
- Annemarie Prins ... vizinho
- Saskia Temmink ... Conselheiro
- Abel Nienhuis ... colega de trabalho
- Tarikh Janssen ...  Erwin
- Tanja Otolski ... colega de trabalho
- Leyla Cimen ... colega de trabalho